# Горная промышленность Грузии
В Грузии добыча ведётся веками.[уточнить] Сегодня[когда?]

 горнодобывающая промышленность Грузии производит марганец, медь и различные виды добытого камня. Хотя в экономике Грузии в последние годы[какие?] наблюдался значительный экономический рост, рост в горнодобывающем и металлургическом секторе отставал от роста экономики в целом.

## История
Добыча металла в Грузии началась с меди в 6-5 тысячелетиях до нашей эры. Добыча золота также велась в Грузии с древних времён. Одна из интерпретаций легенды о золотом руне, предположительно существующем в древней Грузии, связывает его с местным методом добычи россыпью с овечьей шерстью для поиска золота. Плиний Старший приписал начало добычи полезных ископаемых в Западной Грузии царю Савлаку из Колхиды, который начал добычу золота и серебра в Сванети. Грузины в древности производили также железо, медь, латунь и бронзу.
К семнадцатому веку серебряные рудники оставались основным источником богатства для Грузии, особенно в Имеретии, в то время как добыча меди процветала в Картли в начале восемнадцатого века.
В советский период в Грузии добывался ряд полезных ископаемых, в том числе мышьяк, барит, бентонит, уголь, медь, диатомит, свинец, марганец, цеолит, цинк и другие. Большинство этих ископаемых все ещё добывалось в 2005 году, хотя и в меньших количествах. Страна была крупным производителем высококачественной марганцевой руды около века, хотя запасы её истощались. Часть марганца использовалась в Грузии для производства ферросплавов. После распада Советского Союза уровень добычи полезных ископаемых в Грузии резко снизился. Хотя в 2005 году добыча полезных ископаемых возродилась, Грузия не производила минеральных продуктов в количествах, которые имели бы значение, превышающее региональное.
Основная роль Грузии в мировых поставках полезных ископаемых заключалась в том, чтобы служить транспортным маршрутом для поставок нефти и газа из Каспийского региона на мировые рынки. Три из новых крупных экспортных нефтегазовых трубопроводов, которые были или строятся в регионе Каспийского моря, проходят через Грузию. Это трубопроводы Баку-Тбилиси-Джейхан, Баку-Тбилиси-Эрзурум и Баку-Супса («Западный маршрут ранней нефти»). Никаких маршрутов через Армению не планировалось из-за проблемных отношений между Азербайджаном и Арменией.

## Структура отрасли
В 2005 году в Грузии насчитывалось 148 предприятий, которые занимались добычей полезных ископаемых и карьерами, из 4632 промышленных предприятий, что составляло 3,2 % от общего числа промышленных предприятий. Семь из этих 148 предприятий принадлежали государству, остальные — частным лицам. В 2005 году рабочая сила, задействованная в горнодобывающей промышленности и разработке карьеров, составляла 8 600 человек из 94 300 рабочей силы в промышленности, или 8,6 % рабочей силы в промышленности. На государственных горнодобывающих предприятиях и карьерах работало 5700 человек, на частных предприятиях — 2900 человек. На добычу полезных ископаемых в 2005 году пришлось 10,4 % общей стоимости промышленного производства.
Из общей стоимости продукции для горнодобывающей промышленности и разработки карьеров государственные предприятия произвели около одной трети стоимости продукции, а оставшиеся две трети были произведены частными предприятиями. В общей стоимости основных фондов промышленности на долю горнодобывающих и карьерных предприятий приходилось 3,4 % стоимости.

## Торговля
Грузия экспортировала большинство своих основных минеральных продуктов. Это медные руды, концентраты, ферросплавы, произведённые из отечественной марганцевой руды, и азотные удобрения. Страна также экспортировала значительное количество чёрных металлов и отходов. Основными полезными ископаемыми импорта Грузии были нефть и газ.

## Минеральные ресурсы
В Грузии более 300 разведанных месторождений полезных ископаемых, лишь около половины из которых введены в эксплуатацию. В течение последних 100 лет месторождения марганцевой руды возле города Чиатура представляли собой значительный источник добычи марганцевой руды. Чиатурские руды поставлялись ферросплавному заводу в Зестафони.
Ресурсы Чиатурского месторождения оцениваются в 215 млн т марганцевой руды, из которых около половины выработано. В стране разведано 11 месторождений, по имеющимся данным, запасы нефти составляют 28 млн т. Считается, что существуют и более крупные месторождения нефти.
Сообщается, что в Грузии имеется более 400 млн тонн угля.
Считается, что побережье Чёрного моря в Аджарии содержит крупные газовые месторождения с уже разведанными ресурсами в 8,5 миллиардов кубических метров, а потенциальные ресурсы оцениваются в 125 миллиардов кубических метров.
В стране также есть ресурсы мышьяка, барита, меди, диатомита, белого камня, мрамора и свинца-цинка, а также сырья для производства цемента. Важные месторождения включают месторождение бентонитовой глины Аскана в Озургети, месторождение диатомита Кисатиби в Ахалцихском районе, месторождение цинка Квайса в Южной Осетии, месторождение мышьяка Лухуми в районе Амбролаури, и полиметаллические (барит, медь, свинец-цинк, пирит, серебро, сера, золотосодержащие кварциты) месторождения Маднеули в районе Болниси.